# Kriegerdenkmal (Höhenkirchen)

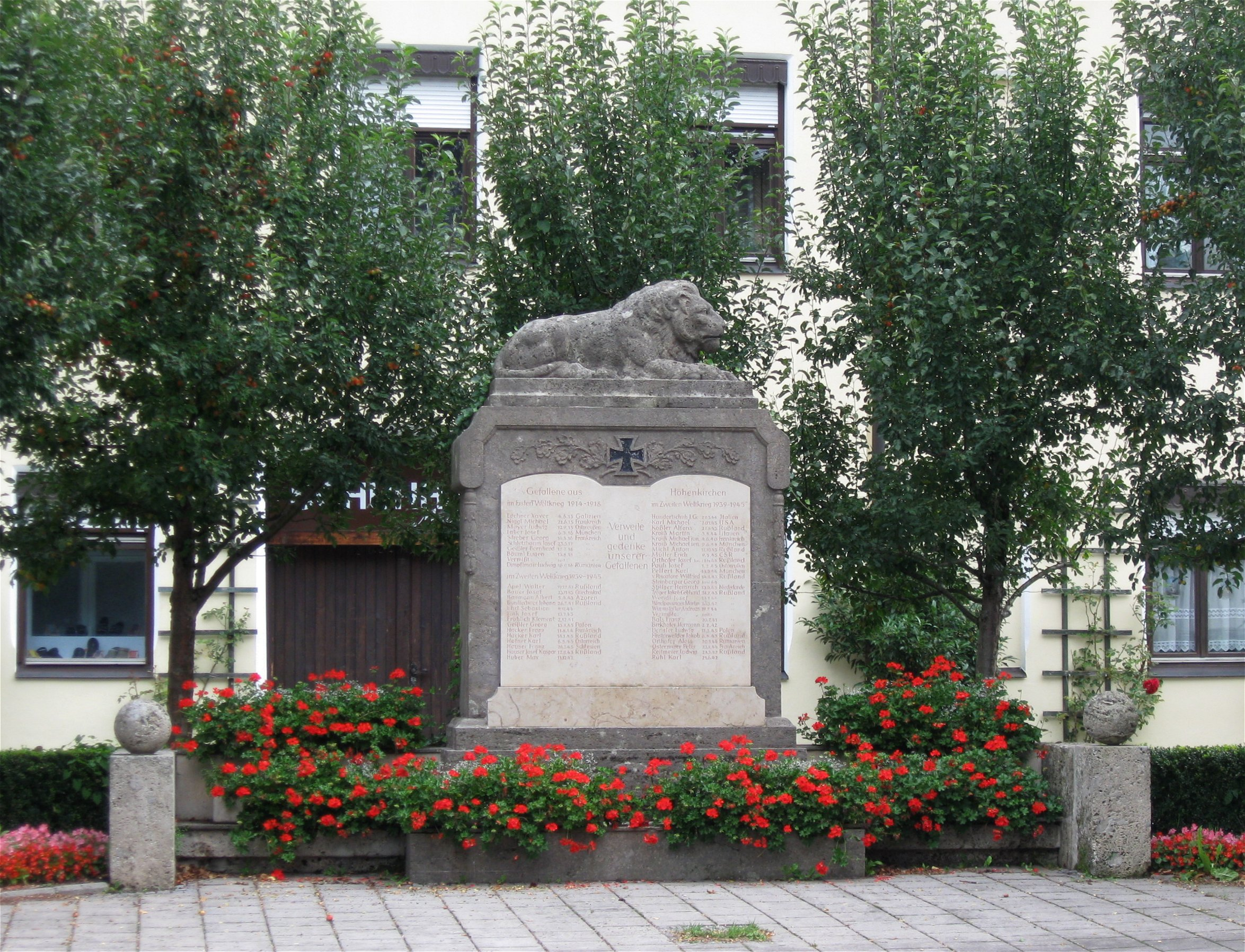
Kriegerdenkmal in Höhenkirchen

Das Kriegerdenkmal Höhenkirchen steht an der Rosenheimer Straße in der Gemeinde Höhenkirchen-Siegertsbrunn im Landkreis München. Es erinnert an die Kriegstoten der Gemeinde Höhenkirchen. Es ist unter der Nummer D-1-84-127-6 als Baudenkmal in die Bayerische Denkmalliste eingetragen.
Für die Arbeiten am Kriegerdenkmal wurde der Münchener Steinmetz Balthasar Gschwendtner für 20.000 Mark beauftragt. Finanziert wurde der Betrag durch eine Spende der Gemeinde, viele kleine Einzelspenden und eine Großspende. Am 21. August 1921 wurde das Denkmal nach einem Feldgottesdienst und einem Festzug enthüllt. Bei der Enthüllung sprach Friedrich Köhler vom Krieger- und Veteranenverein, und eine lebende Figurengruppe (Soldat, Erzengel Michael, Germania) umrahmte das Denkmal.
Etwa ein halbes Jahr später (zum 8. Januar 1922) übernahm die Gemeinde (Beschluss des Gemeinderates) das Denkmal in ihren Besitz und verpflichtete sich „… die Renovation sämtlicher Namen und Ausbesserungen in späteren Jahren…“ zu übernehmen.
Das Denkmal ist aus Tuffstein gefertigt; es handelt sich um ein auf einem Postament stehenden Korpus mit darauf ruhendem Löwen. Auf der Vorderseite sind zwei Tafeln mit den Gefallenen der beiden Weltkriege eingelassen, darunter (Sockel) wird mit einem Spruch zu ihrem Gedenken aufgefordert. Auf der Südseite des Korpus sind die Namen der Gefallenen des 1870/1871 Krieges eingeschlagen, auf der gegenüberliegenden Seite (Nordseite) die Namen der Gefallenen des Napoleonischen Feldzuges (1812) in Russland.